# Steffi Banowski
Steffi Banowski (* 9. Mai 1976 in Oberhausen) ist eine deutsche Podcast-Produzentin, Journalistin und Moderatorin.

## Radio
Sie moderierte zunächst beim NDR Jugendradio N-Joy, später bei NDR2 und NDR Info. Aktuell arbeitet sie für NDR 90,3.

## Podcast
Von 2020 bis 2023 produzierte und moderierte sie den Podcast „Grauzone“ gemeinsam mit dem NDR-Moderator Carlo von Tiedemann. In dem Podcast unterhielten die beiden sich jede Woche über aktuelle Themen. In unregelmäßigen Abständen wurden auch Gäste eingeladen, so war unter anderem Tim Mälzer zu Gast. Seit dem 9. November 2021 produziert sie zusammen mit Anne Raddatz den Podcast „Flexikon“, in dem Alltags- sowie ungewöhnliche Fragen mit Experten zu dem jeweiligen Thema besprochen werden.